# 33346 Sabinedevieilhe
33346 Sabinedevieilhe è un asteroide della fascia principale. Scoperto nel 1998, presenta un'orbita caratterizzata da un semiasse maggiore pari a 2,5705972 UA e da un'eccentricità di 0,1148169, inclinata di 14,15122° rispetto all'eclittica.